# 坂口翔颯
坂口 翔颯（さかぐち かすが、2002年9月12日 - ）は、兵庫県伊丹市出身のプロ野球選手（投手）。右投右打。横浜DeNAベイスターズ所属。

## 経歴

### プロ入り前
小学校1年生時に野球を始め、2年生から投手となる。中学生時代は「阪神ボーイズ」でプレーし、遊撃手や外野手も務めた。
報徳学園高等学校では1年生秋から試合に出場して、2年生の秋季県大会では中森俊介を擁する明石市立明石商業高等学校を決勝で下して優勝した（近畿大会は初戦敗退）。3年生時はコロナ禍により第102回全国高等学校野球選手権大会が中止となり、代替で開催された兵庫県の独自大会で報徳学園は全試合でコールド勝ちを収めた。
國學院大學に進学し、野球部では東都大学野球リーグで1年生時にトップタイの5勝を挙げてチームのリーグ連覇に貢献、防御率も2位で最優秀投手とベストナインに選出された。しかし2年生時からは利き腕の右肘を負傷した影響を受けた。2024年、4年生秋のリーグ戦では10月17日の対日本大学戦に6回から登板して3回を1失点に抑え、前年5月25日以来の勝利投手となった。
2024年10月24日のNPBドラフト会議で横浜DeNAベイスターズから6巡目で指名を受けた。11月26日に、契約金3000万円、年俸700万円（いずれも推定）で仮契約を結んだ。背番号は46。担当スカウトは木塚敦志。12月7日のDeNAの新入団選手発表会では、トミー・ジョン手術を受けることが発表された。なお、球団は右肘に不安があることを事前に把握しており、それでも「復帰したら絶対に一軍でできる能力がある」として、支配下での獲得に踏み切ったという。12月24日に同手術を受けた。

### DeNA時代
2025年はリハビリに専念する。新人合同自主トレーニングも不参加となった。

## 選手としての特徴
最速153km/hの伸びのあるストレートに多彩な変化球を強気で投げ込む総合力の高い投手。

## 詳細情報

### 背番号
- 46（2025年[7] - ）